# Ponoka (band)
Ponoka is een Nederlandse indierockband uit Utrecht die is gevormd rondom singer-songwriter Rick de Gier. De muziek van Ponoka bevat rock-, lofi- en elektronica-invloeden, in de lijn van Eels, Lemonheads Grandaddy en Sparklehorse. De bandnaam is tevens de naam van het Canadese dorp Ponoka waar frontman De Gier opgroeide.

## Geschiedenis
Ponoka debuteert op 5 februari 2007 op het Nederlandse label Volkoren met het album Hindsight. Dit album werd gemaakt in samenwerking met producer Minco Eggersman en engineer Rene de Vries van de Duffry Studio. Doordat het album goed ontvangen werd in de muziekpers, verzamelde Rick de Gier een band om zich heen, waarmee een tour door Nederland werd gehouden. Het album wordt ook opgepikt en vervolgens uitgegeven.
In mei 2009 kwam het tweede album Built to Fly uit. Dit album is wederom opgenomen met producer Minco Eggersman en werd gemixt en gemasterd door Martijn Groeneveld in de Mailmen Studio. Ditmaal werden de opnamen gedaan in de WoodenCup studio van Theo Nap. In tegenstelling tot Hindsight is Built to Fly een bandplaat. In de tijd tussen de eerste en de tweede plaat is Ponoka van een singer-songrwiter project uitgegroeid tot een band. Built to Fly kenmerkt zich door een grotere diversiteit dan de eerste plaat; het album heeft naast de eerder genoemde invloeden nu ook accenten van shoegaze en seventies geluid. Built to Fly werd goed ontvangen door pers; zo haalde het album de Top-10 in de jaarlijst 2009 van de Volkskrant.
In maart 2011 verscheen Nineve, een multimediaal project van Rick de Gier, dat naast een roman comic illustraties en een soundtrack getiteld Outtakes from the Revival Songbook bevatte. Nineve werd uitgegeven in een samenwerking tussen boekenuitgever Brandaan en Volkoren. De soundtrack van Nineve is tevens het derde officiële album van Ponoka.
Ook het vierde album, dat in oktober 2013 verscheen, is een multimediaal project. De Gier brengt een ode aan het Canadese dorp Ponoka waar hij opgroeide. Naast een album zal het project tien korte verhalen en een fotoreportage omvatten. De vaste formatie bestaat nog steeds uit Rick de Gier, Theo Nap en Jon van Til, maar er zijn drie bandleden gestopt en voor dit album doen een aantal sessiemuzikanten mee: drummer Bart Reinders, gitarist/banjospeler Pim van de Werken (beiden van onder andere Eins Zwei Orchestra) en zangeres Mevrouw Tamara (vooral bekend geworden door het programma De beste singer-songwriter van Nederland) en pedalsteelgitarist Jaromir Fernig.

## Discografie

### Albums
- Hindsight (5 februari 2007, Volkoren/Munich)
- Built to fly (4 mei 2009, Volkoren/Munich)
- Outtakes from the Revival Songbook (11 maart 2011, Brandaan/Volkoren/Munich)
- Lost in Ponoka (4 oktober 2013)

### Singles
- September (2007)
- Help is on the way (2007)
- Back by midnight (2008)
- Built to fly (2009)
- 1999 Revisited (2011)

## Trivia
- Het nummer "Don't save up for a Sunny Day" van Built to Fly was in 2009 de leader van het RTL 4-programma "Van Kavel tot Kasteel".
- In februari 2008 is de derde single Back By Midnight van het debuutalbum tot KinkXL-single verkozen.
- Op 14 september 2007 bereikte de tweede single Help Is On The Way de nummer 1-positie in de Kink 40.